# Nicolò Armini
Nicolò Armini (Marino, Lacio; 7 de marzo de 2001) es un futbolista italiano. Juega como defensa central y su equipo actual es el Potenza de la Serie C, a préstamo desde la Lazio.

## Carrera deportiva

### Lazio
Formado y pasando por todas las categorías inferiores de la Lazio, el 29 de noviembre de 2018 debutaría con el primer equipo en un partido de la UEFA Europa League contra el Apollon Limassol, entrando como sustituto en el minuto 85 de partido.

### Selección nacional
Armini ha pasado por todas las categorías inferiores de la Selección italiana hasta la sub-19, donde actualmente se encuentra.

## Clubes
| Club        | País   | Año           |
| ----------- | ------ | ------------- |
| S. S. Lazio | Italia | 2018-         |
| Piacenza    | Italia | 2021-2022     |
| Potenza     | Italia | 2022-presente |